# Peter Griffiths
Peter Harry Steve Griffiths, född 24 maj 1928, död 20 november 2013, var en brittisk konservativ politiker. Han representerade valkretsen Smethwick i brittiska underhuset mellan 1964 och 1966; mellan 1979 och 1997 representerade han valkretsen Portsmouth North.
I parlamentsvalet i Storbritannien 1964 besegrade Griffiths den sittande parlamentsledamoten Patrick Gordon Walker efter en kontroversiell kampanj med hjälp av sloganen "Om du vill ha en nigger som granne, rösta på Labour". Griffiths kampanj var en viktig orsak till att medborgarrättskämpen Malcolm X besökte orten Smethwick i februari 1965.
Skådespelaren Andrew Faulds ställde upp för Labour i valet 1966 och besegrade Griffiths med en starkt antirasistisk kampanj.